# Фізика космічної плазми

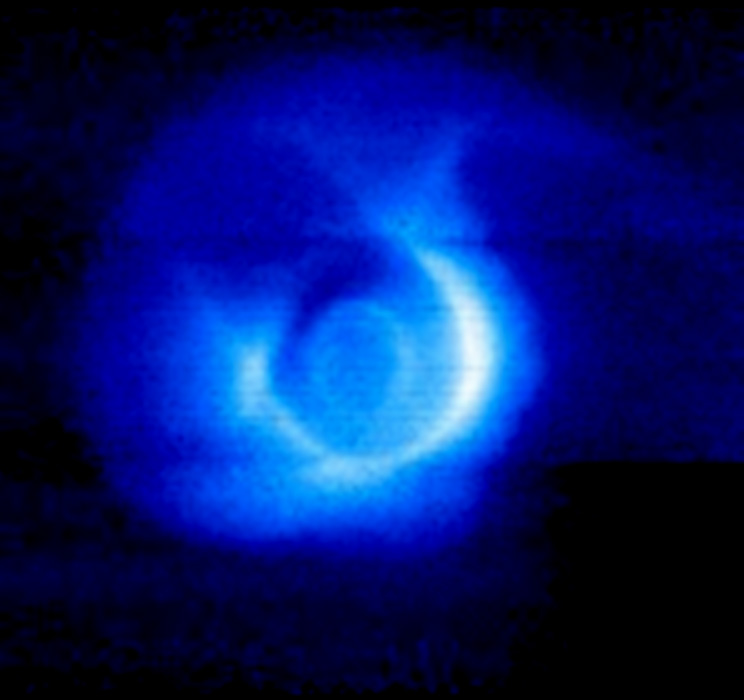
Свічення від відносно холодної плазми, що оточує планету Земля. Фотолітографія в глибокому ультрафіолеті.

Фізика космічної плазми (в західних країнах частіше Космічна фізика) — галузь астрофізики, а також фізики плазми, яка вивчає природу космічної плазми у  всесвіті. Приблизно 99 % речовини у галактиці, включно з усіма зорями, міжзоряне і міжпланетне середовище, верхні шари планетних атмосфер, перебувають у стані плазми. Плазмову природу мають процеси переходів енергії з одних станів в інші, що складають суть активних процесів на зірках і навколишніх планетах.
Фізика космічної плазми вивчає окремо і сукупно ряд фізичних явищ характерних для пов'язаних космічних систем (як приклад система «сонячний вітер — магнітосфера — іоносфера планети»). Зокрема займається вивченням: сонячного вітру, планетарних магнітосфер і іоносфер, полярних сяйв, космічних променів, синхротронного випромінювання.

## Місії, космічні апарати та супутники
Ряд показників і величин, які вивчаються космічною фізикою, мають практичний характер, і вимірюються в просторі за допомогою супутників, космічних апаратів та ракет-зондів. Деякі з них:
- GGS WIND[en]
- Advanced Composition Explorer[en]
- Улісс (космічний апарат)
- IBEX
- Parker Solar Probe
- STEREO
- SOHO
- Інтербол (космічний проєкт)